# Tormenta Ela (2010)
La tormenta Ela es un gigantestco ciclón extratropical de Europa, formado el 11 de enero de 2010. Se formó a partir del Norester; en medio del Atlántico. Distinto a Daisy, Ela llega consigo lluvias y vientos. Sopla vientos mayores de más de 100 km/h. Nada más entrar en España; Ela ha desbordado el río Umia, causando un pequeño caos por la localidad de Caldas de Rei, incluyendo otros ríos. Galicia sufre el impacto del ciclón, con un alto riesgo de fuertes vientos y más inundaciones que puedan ocurrir. El punto central de la tormenta se sitúa en las islas británicas. La tormenta va dirección norte, situándose cerca de Groenlandia.

## Siguiente tormenta
- Tormenta Floora (2010)

## Anterior tormenta
- Tormenta Daisy (2010)